# Cyperus dactyliformis
Cyperus dactyliformis är en halvgräsart som beskrevs av Johann Otto Boeckeler. Cyperus dactyliformis ingår i släktet papyrusar, och familjen halvgräs. Inga underarter finns listade i Catalogue of Life.